# Kanton Bonneuil-sur-Marne
Kanton Bonneuil-sur-Marne is een voormalig kanton van het Franse departement Val-de-Marne. Kanton Bonneuil-sur-Marne maakte deel uit van het arrondissement Créteil en telde 15.889 inwoners (1999).
Het werd opgeheven bij decreet van 17 februari 2014 met uitwerking in maart 2015.

## Gemeenten
Het kanton Bonneuil-sur-Marne omvatte enkel de gemeente Bonneuil-sur-Marne.